# Monbazillac
Monbazillac település Franciaországban, Dordogne megyében. Lakosainak száma 819 fő (2022. január 1.). Monbazillac Bergerac, Colombier, Ribagnac, Rouffignac-de-Sigoulès, Pomport és Saint-Laurent-des-Vignes községekkel határos.

## Népesség
A település népességének változása:
| Lakosok száma | 846  | 831  | 902  | 958  | 906  | 870  | 829  | 804  | 800  | 819  |
|               | 1968 | 1982 | 1990 | 2006 | 2013 | 2015 | 2017 | 2019 | 2020 | 2022 |